# Nuttallus
Nuttallus es un género de foraminífero bentónico de la subfamilia Plectofrondiculariinae, de la familia Plectofrondiculariidae, de la superfamilia Nodosarioidea, del suborden Lagenina y del orden Lagenida. Su especie-tipo es Plectofrondicularia nutalli. Su rango cronoestratigráfico abarca el Burdigaliense (Mioceno inferior).

## Discusión
Nuttallus ha sido considerado un sinónimo posterior de Mucronina. Clasificaciones previas incluían Nuttallus en la familia Nodosariidae.

## Clasificación
Nuttallus incluye a las siguientes especies:
- Nuttallus nutalli